# Rio São Gonçalo (periodiskt vattendrag)
Rio São Gonçalo är ett periodiskt vattendrag i Brasilien.   Det ligger i delstaten Ceará, i den östra delen av landet, 1 700 km nordost om huvudstaden Brasília.
Omgivningarna runt Rio São Gonçalo är huvudsakligen savann. Runt Rio São Gonçalo är det ganska glesbefolkat, med 38 invånare per kvadratkilometer.